# Sinta Ozoliņa-Kovale
Sinta Ozoliņa-Kovala (* 26. Februar 1988 in Riga, Lettische SSR, UdSSR) ist eine lettische Speerwerferin.

## Sportliche Laufbahn
2006 wurde sie Sechste bei den Juniorenweltmeisterschaften in Peking, und 2007 gewann sie Silber bei den Junioreneuropameisterschaften in Hengelo. 2008 wurde sie Elfte bei den Olympischen Spielen in Peking. Bei den Europameisterschaften 2010 in Barcelona und bei den Weltmeisterschaften 2011 in Daegu schied sie in der Qualifikation aus.
2012 wurde sie Sechste bei den Europameisterschaften in Helsinki, kam aber bei den Olympischen Spielen in London erneut nicht über die erste Runde hinaus. 2014 wurde sie Elfte bei den Europameisterschaften in Zürich und 2015 Siebte bei den Weltmeisterschaften in Peking. 2016 schied sie bei den Europameisterschaften in Amsterdam als 14. der Qualifikation aus, wie auch bei den Olympischen Spielen in Rio de Janeiro.
Am 30. Mai 2013 stellte sie in Riga mit 64,38 m einen lettischen Rekord auf, der später von Madara Palameika verbessert wurde.
Sie ist mit dem Speerwerfer Ainārs Kovals verheiratet.